# Benedykt Nocoń
Benedykt Nocoń (ur. 19 stycznia 1974 w Kielcach, zm. 18 lipca 2002 tamże) – polski piłkarz, grał na pozycji obrońcy.

## Kariera piłkarska
Będąc uczniem szkoły podstawowej w Łagowie uczestniczył w międzyszkolnych turniejach piłkarskich, grał również w miejscowej drużynie. W 1990 trafił do Korony Kielce, by po roku powrócić do ŁKS-u. Przed sezonem 1993/1994 ponownie zasilił szeregi kieleckiego klubu. Występował w nim przez trzy lata, z roku na rok prezentując się coraz lepiej.
W 1996 roku Nocoń przeszedł do KSZO Ostrowiec Św., z którym wywalczył awans do I ligi. Zadebiutował w niej 9 sierpnia 1997 w zremisowanym bezbramkowo meczu przeciwko Lechowi Poznań, w którym grał do 84. minuty (został zmieniony przez Mariusza Jopa). Pierwszego gola zdobył 4 kwietnia 1998 w przegranym 2:3 spotkaniu z Odrą Wodzisław Śl. W sezonie 1997/1998 był podstawowym zawodnikiem swojej drużyny, łącznie wystąpił w 28 pojedynkach i strzelił w nich trzy bramki. Ostrowiecki klub zajął przedostatnie miejsce i został zdegradowany, Nocoń odszedł zaś do Lecha Poznań. W nowym zespole nie wywalczył miejsca w pierwszej jedenastce, na boisku najczęściej pojawiał się dopiero w drugich połowach.
W przerwie zimowej sezonu 1998/1999 Nocoń przeszedł do Dyskobolii Grodzisk Wlkp., z którą wywalczył awans do I ligi. W kolejnych rozgrywkach wystąpił w dwóch pierwszych meczach, następnie został zmuszony przerwać karierę, gdyż wykryto u niego raka jąder. Rozpoczął leczenie, dzięki któremu zdołał powrócić do profesjonalnego futbolu – od 2000 roku ponownie reprezentował barwy KSZO Ostrowiec Św., z którym po raz drugi wywalczył awans do I ligi. Jesień sezonu 2001/2002 spędził jednak w Dyskobolii.
22 września 2001 roku strzelił ostatniego gola w I lidze – zdobył bramkę w przegranym 3:4 spotkaniu Dyskobolii ze Śląskiem Wrocław. Po raz ostatni na ligowych boiskach wystąpił 17 listopada, grając w meczu z Zagłębiem Lubin. Łącznie w najwyższej polskiej klasie rozgrywkowej zaliczył 51 meczów, strzelił cztery gole.
W 2002 roku choroba znów zaatakowała, tym razem okazała się silniejsza. Nocoń zmarł 18 lipca. Pogrzeb odbył się w Łagowie, żegnało go kilka tysięcy osób. Zgodnie ze swoją wolą został pochowany w szaliku Dyskobolii.